# جاويد أحمد غامدي
جاويد أحمد غامدي (مواليد 18 أبريل 1951) (بالأردية: جاوید احمد غامدی) باحث مسلم باكستاني، ومُجدّد إسلامي. وهو أيضًا الرئيس المؤسس لمعهد المورد للعلوم الإسلامية. أصبح عضوًا في المجلس الأيديولوجي الإسلامي (المسؤول عن تقديم المشورة القانونية بشأن القضايا الإسلامية للحكومة الباكستانية وبرلمان البلاد) في 28 يناير 2006، حيث بقي لمدة عامين. قام أيضًا بتدريس العلوم الإسلامية في أكاديمية الخدمة المدنية لأكثر من عقد من عام 1979 إلى عام 1991. كان طالبًا للباحث والمفسر المعروف أمين أحسن إصلاحي.

## مسيرته

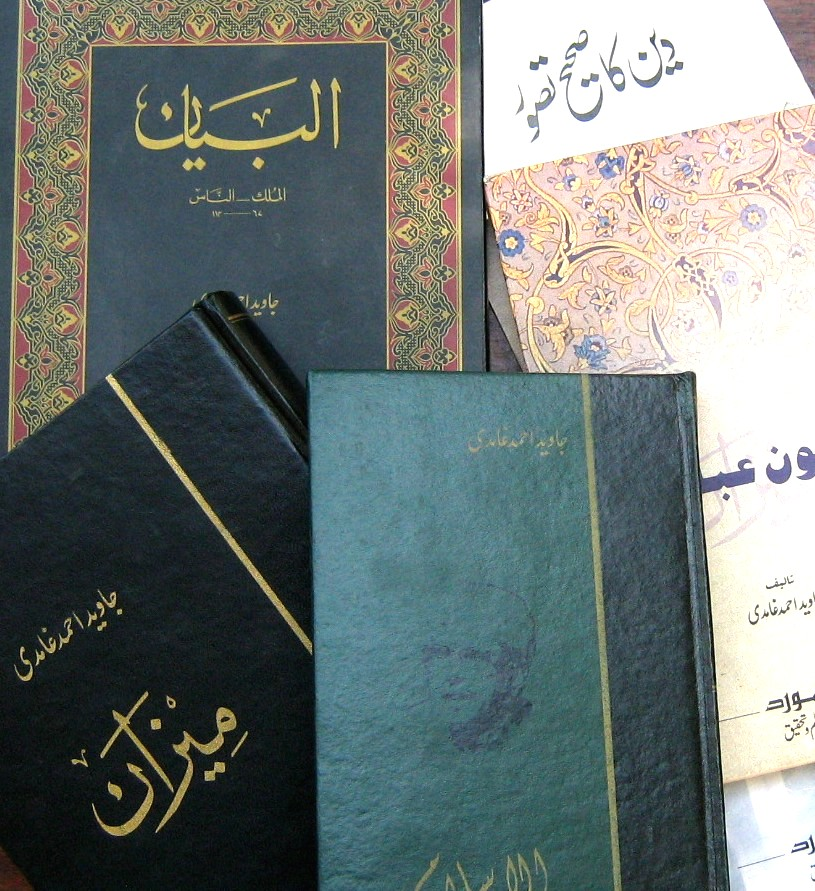
بعض من أعمال الغامدي

وُلد جاويد أحمد غامدي في 18 أبريل 1951 في قرية تسمى جيفان شاه (بالقرب من باكبتان) في منطقة ساهيوال، بالبنجاب، باكستان. كانت مستوطنته العائلية في بلدة تسمى داود في سيالكوت. كان والده، محمد طفيل الجنيدي، صوفيًا ومالكًا للأراضي من قِبل مهنة الأجداد. بعد وفاة والده، نور الله، أصبح طفيل الجنيدي مهتمًا بالطب وقضى بقية حياته في هذا المجال. لاتباع طريق التصوف، صار طفيل الجنيدي في هذا المسار في سن مبكرة منذ كان عشرينيا، وبقي على نهجه طوال حياته، إلى أن توفي في عام 1986.
جاويد أحمد غامدي لديه أختان شقيقتان ونشأ في أسرة صوفية. تضمن تعليمه المبكر مسارًا حديثًا (شهادة الثانوية العامة من المدرسة الإسلامية العليا، باكباتان)، بالإضافة إلى مسار تقليدي (اللغتين العربية والفارسية، ودراسة القرآن الكريم). أراد والده له أن يكون موازيا بين التعليم التقليدي والحديث، وتقسيم وقته بين المدرسة وتعلم اللغة العربية والفارسية. بعد شهادة الثانوية، جاء إلى لاهور في عام 1967 حيث استقر منذ ذلك الحين. في البداية، كان أكثر اهتماما بالأدب والفلسفة. تخرج بعد ذلك من جامعة الكلية الحكومية في لاهور، مع مرتبة الشرف في الأدب الإنجليزي والفلسفة في عام 1972.
أثناء رحلاته المعتادة إلى المكتبة، صادف أعمال الإمام حميد الدين الفراهي، عالم القرآن البارز. كانت في أعماله إشارة إلى أمين أحسن إصلاحي، المتأثر بفكر حميد الدين الفراهي. وبما أن أمين أحسن إصلاحي كان مقيماً في لاهور خلال تلك الأيام، انطلق جاويد أحمد غامدي لمقابلته في اليوم نفسه الذي قرأ فيه ذكره لأول مرة. كان هذا اللقاء هو الذي غيّر توجّه الغامدي من الفلسفة والأدب إلى الدين. كان أيضًا على اتصال بالعالم المشهور أبو الأعلى المودودي (المتوفى عام 1979) لعدة سنوات. بدأ العمل معهم في مختلف التخصصات الإسلامية خاصة التفسير والشريعة الإسلامية.